# Яслиська (гміна)
Гміна Яслиська (пол. Gmina Jaśliska) — сільська гміна у східній Польщі. Належить до Кросненського повіту Підкарпатського воєводства.
Станом на 31 грудня 2011 у гміні проживало 2104 особи.
З 1 січня 2017 року площу гміни збільшено на 67.23 км² шляхом включення до її складу частини території гміни Команча Сяніцького повіту. До гміни увійшло 7 нових сіл.

## Територія
Згідно з даними за 2007 рік площа гміни становила 99.72 км², у тому числі:
- орні землі: 35.00 %
- ліси: 65.00 %

Таким чином, площа гміни становить 10.70 % площі повіту.

## Населення
Станом на 31 грудня 2011:
| Опис     | Загалом | Загалом | Чоловіки | Чоловіки | Жінки | Жінки |
| -------- | ------- | ------- | -------- | -------- | ----- | ----- |
| одиниця  | осіб    | %       | осіб     | %        | осіб  | %     |
| все      | 2104    | 100     | 1038     | 49.33    | 1066  | 50.67 |
| міське   | 0       | 100     | 0        |          | 0     |       |
| сільське | 2104    | 100     | 1038     | 49.33    | 1066  | 50.67 |

## Населені пункти

### Солтиства
- Дальова (пол. Daliowa)
- Яслиська (пол. Jaśliska)
- Посада Яслиська (пол. Posada Jaśliska)
- Шкляри (пол. Szklary)
- Воля Нижня (пол. Wola Niżna)

### Села (не є адміністративними одиницями)
- Воля Вижня (пол. Wola Wyżna)
- Липовець (пол. Lipowiec)
- Черемха (пол. Czeremcha)

## Історія
Об'єднана сільська гміна Яслиська Сяніцького повіту Львівського воєводства утворена 1 серпня 1934 р. внаслідок об'єднання дотогочасних (збережених від Австро-Угорщини) громад сіл (гмін): Черемха, Дальова, Дарів, Ясель, Яслиська, Кам'янка, Липовець, Мощанець, Поляни Суровичні, Посада Яслиська, Рудавка Яслиська, Суровиця, Шкляри, Воля Вижня, Воля Нижня, Завадка Риманівська.

## Релігія
До виселення лемків у 1945 році в СРСР та депортації в 1947 році в рамках акції Вісла у селах гміни були греко-католицькі церкви парафій Риманівського деканату:
- парафія Воля Нижня: Воля Нижня, Воля Вижня
- парафія Дальова: Дальова, Посада Яслиська, Яслиська
- парафія Липовець: Липовець, Черемха
- парафія Шкляри: Шкляри

## Сусідні гміни
Гміна Яслиська межує з такими гмінами: Дукля, Команча, Риманів.